# Speed Cross
Speed Cross è un film italiano del 1979 diretto da Stelvio Massi e interpretato da Fabio Testi e da Vittorio Mezzogiorno. La parte acrobatica dei veicoli, moto e auto, fu eseguita dal noto stuntman francese Rémy Julienne e dalla sua équipe.

## Trama
Due amici motociclisti si contendono l'amore della stessa ragazza, che lavora in un distributore di benzina della cittadina. I due, giunti in città per partecipare a una serie di gare di speed cross, si scontreranno presto con la malavita del posto e con il losco mondo delle scommesse e delle gare truccate.

## Luoghi delle riprese
Ambientato in una cittadina austriaca, il film è stato girato quasi interamente a Bressanone, in provincia di Bolzano.
Le riprese su pista sono state girate al Crossdromo internazionale "Gina Libani Repetti" di Esanatoglia (Mc) nelle Marche

## Sequel
Il film ha avuto un séguito, Speed Driver, uscito a pochi mesi di distanza e diretto sempre da Stelvio Massi.